# Банк аргентинской нации
Банк аргентинской нации (исп. Banco de la Nación Argentina) — аргентинский государственный банк, крупнейший в банковском секторе страны. До создания в 1935 году Центрального банка Аргентинской Республики выполнял функцию эмиссионного банка.

## История
В конце XIX в. Аргентина переживала тяжёлый экономический кризис, вызванный невозможностью выполнить долговые обязательства перед Великобританией, на кредитах которой была построена агро-экспортная модель экономики. Наиболее острыми для аргентинской экономики стали 1889-1890 годы, когда рухнули акции крупнейших национальных банков и началась банковая паника. Прямым следствием экономического кризиса стал подъём населения против правительства и попытка его свержения радикальной оппозицией. Высокое социальное напряжение вынудило правящую партию реагировать решительно.
С целью стабилизации национальных финансов 18 октября 1891 года президент Карлос Пеллегрини учредил новый государственный банк, который получил название Банка аргентинской нации (BNA). Он возник на базе двух крупных обанкротившихся банков (Национального и Провинциального) и должен был выполнять эмиссионную функцию вместо упразднённого Национального банка. Валютная касса (исп. Caja de Conversión), выполнявшая в те годы функцию финансового контроля, обеспечила новой финансовой организации стартовый капитал. Он был установлен в размере 50 млн песо, поделённых на 500 тысяч акций по 100 песо за штуку.
Первым президентом банка стал промышленник и экс-директор Национального банка Висенте Лоренсо Касарес. В начале своей деятельности банк стал ведущим источником финансирования для мелких фермерских хозяйств, а затем коммерческих и промышленных предприятий.
Согласно учредительному акту BNA делил функцию центробанка вместе с Валютной кассой, осуществлявшей непосредственную эмиссию и обеспечение бумажных денег золотом. Предусматривалось, что Банк аргентинской нации будет возвращать полученные долговые акции в Валютную кассу по мере эмиссии наличных. В свою очередь, та «сжигала» эти банкноты, зачисляя взносы Банка на счет авансовой эмиссии до их полного погашения.
Эмиссия акций не дала ожидаемого позитивного эффекта для национальной экономики. BNA не работал в соответствии с положениями учредительного закона, так как они фактически не выполнялись. В результате банк не имел той стабильности, которая была необходима для его полноценного развития. Чтобы исправить положение, в 1904 году правительство Аргентины приняло закон № 4507. Банк аргентинской нации окончательно признавался государственным, и государство взяло ответственность за все операции финансовой структуры. Стартовый капитал был подтверждён, а Валютной кассе предписано аннулировать долг за эмиссию и за облигацию на 500 тысяч акций, которую она выпустила. Этот закон позволил Банку аргентинской нации перейти от политики строгого регулирования к более свободной банковской деятельности и активизации выдачи кредитов бизнесу и населению.
Репутация банка пострадала после того, как стало известно о получении взятки советом директоров в 1994 году во время сотрудничества с корпорацией IBM по поставке компьютеров, программного обеспечения, коммуникационного оборудования. 
В феврале 2025 года президент Аргентины Хавьер Милей выпустил декрет о преобразовании BNA в акционерное общество (исп. Sociedad Anónima). В компании 99,9% акций будет принадлежать государству, а 0,1% — Фонду Банка аргентинской нации. По заявлению правительства, это решение должно повысить конкурентоспособность банка в финансовом секторе и укрепить его позиции на рынке. Эксперты отмечают, что  данная мера может стать первым шагом к привлечению частного капитала в BNA и частичной приватизации банка. Федеральный суд Ла-Платы приостановил исполнение декрета до предоставления информации о соответствии данного решения национальным интересам. 

## Штаб-квартира и филиалы

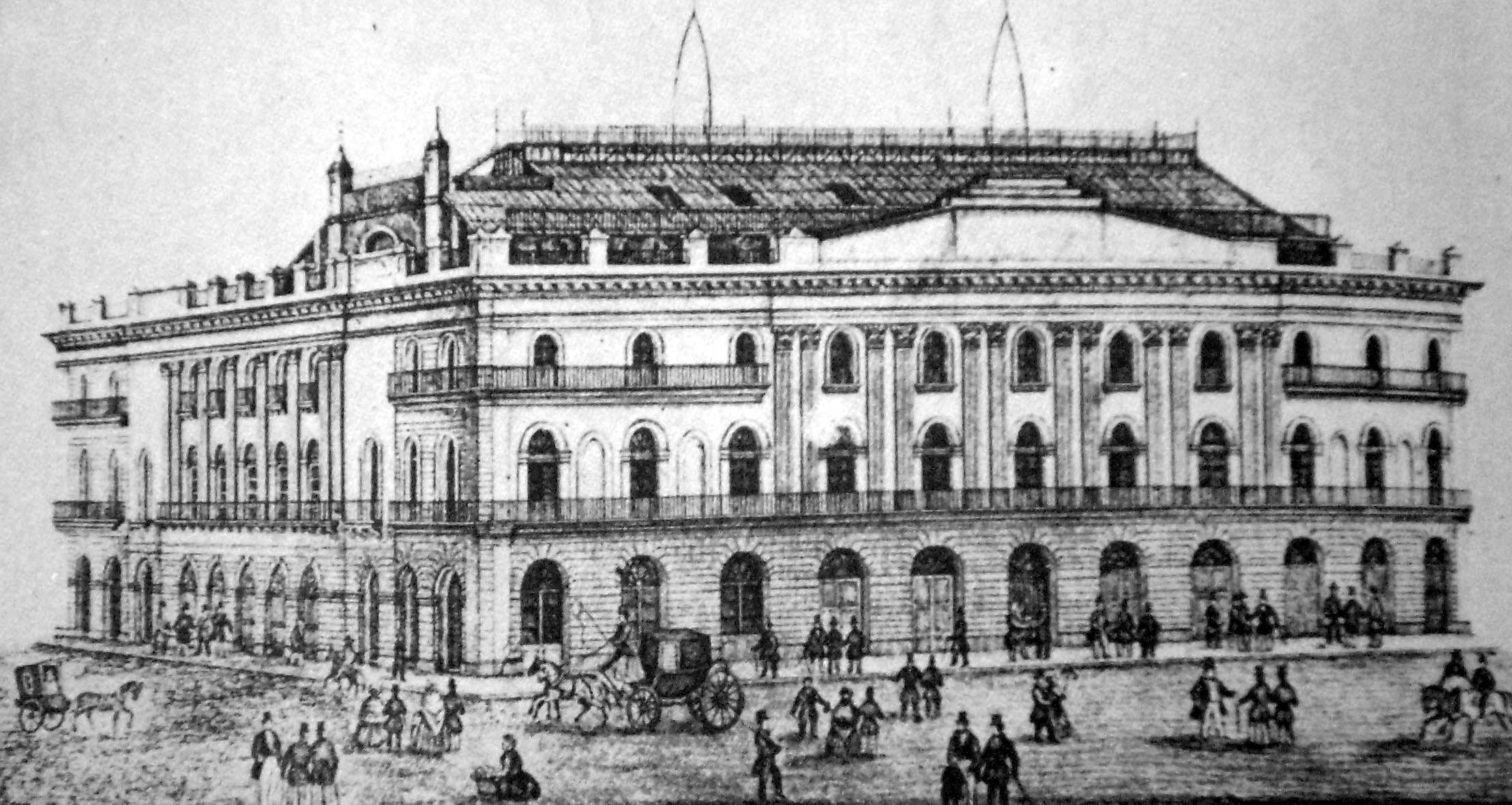
Первое здание банка на площади Мая

Штаб-квартира банка находится в Буэнос-Айресе. Изначально она расположилась в бывшем здании театра оперы и балета «Колон», в который незадолго до своего банкротства переехал Национальный банк. В 1910 году здание было отремонтировано, добавлены мансарда и орнаменты. В 1918 году BNA расширил головной офис, купив соседнее здание, в котором тогда размещалась Фондовая биржа.

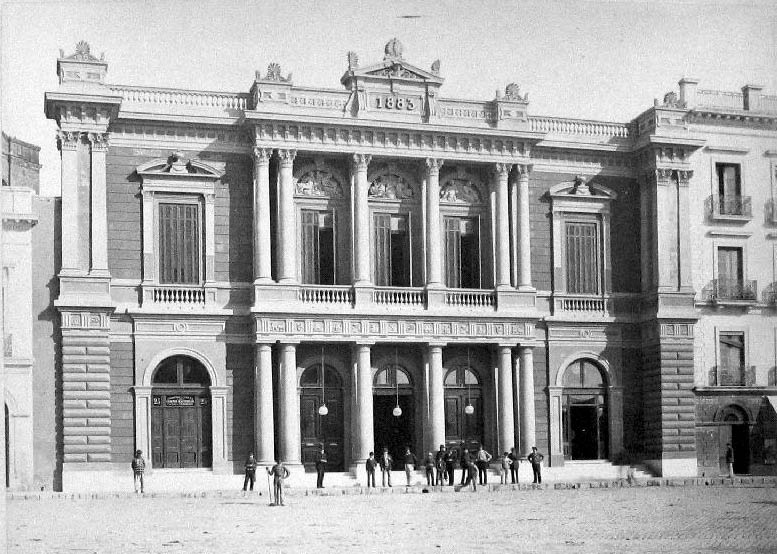
Здание Фондовой биржи, которое приобрел банк в 1918 году

С течением времени возникла необходимость спроектировать единое здание, соответствующее масштабам и запросам разросшегося и окрепшего Банка аргентинской нации. Поэтому в 1936 году руководство банка решило объявить конкурс на постоянную штаб-квартиру, которая заняла бы весь квартал близ площади Мая. В результате победил проект местного архитектора Алехандро Бустильо, выдержанный в стиле французского неоклассицизма. Для возведения нового здания был снесен весь комплекс Банка аргентинской нации. Строительство началось в 1940-е годы и было завершено к 1952 году. Это здание стало одним из самых знаковых в Буэнос-Айресе. Нынешний логотип учреждения — портика в греческом стиле с фронтоном — отсылает к архитектуре штаб-квартиры BNA. Главное здание банка также служит в качестве художественной галереи Алехандро Бустильо, основанной в 1971 году, и исторического нумизматического музея.

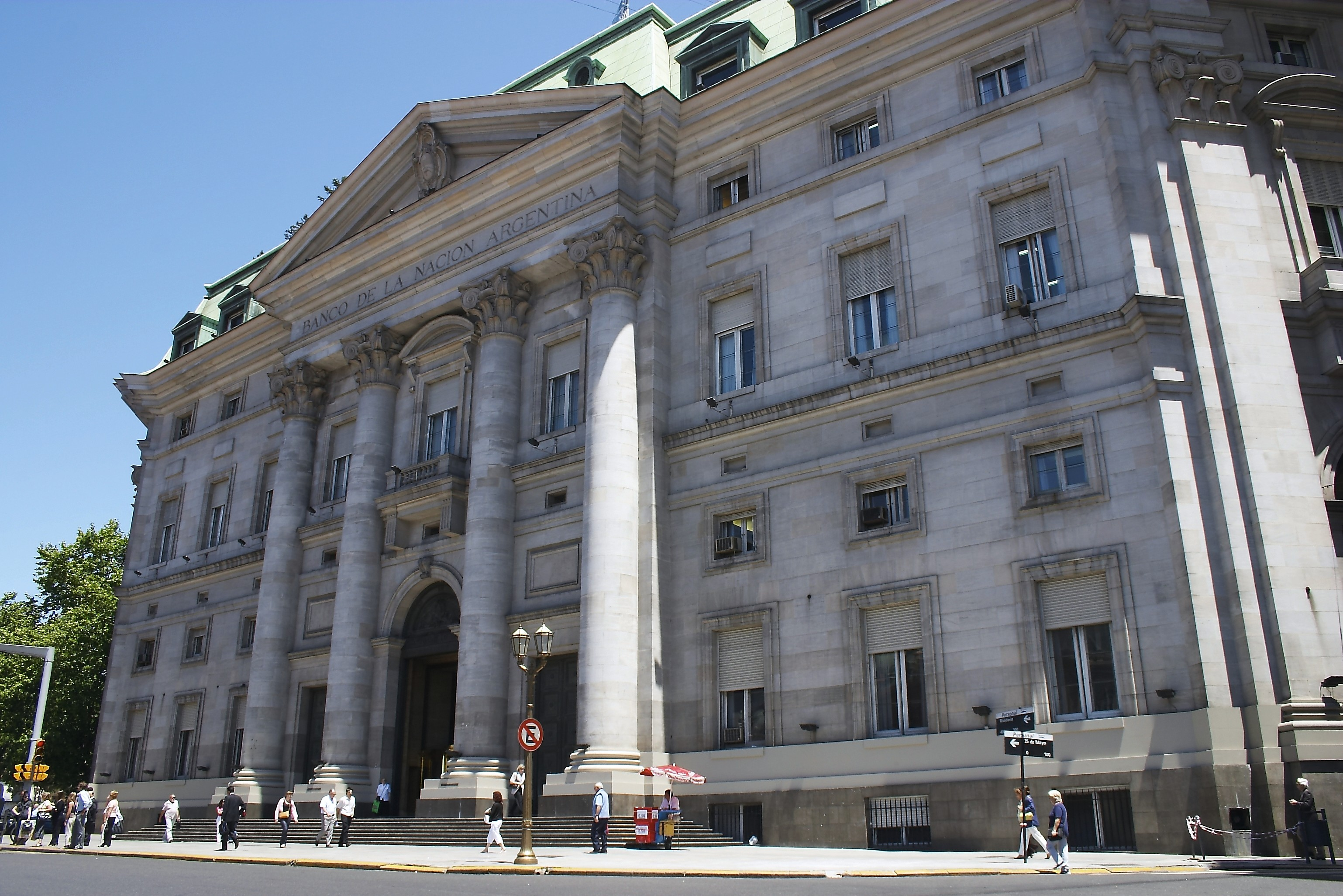
Современный вид головного офиса BNA

Банк аргентинской нации обладает широкой сетью филиалов по всей Аргентине. В XX веке руководство банка активно нанимало престижных архитекторов для конструирования своих отделений в различных районах Буэнос-Айреса и провинциальных городах (например, в Хунине, Ла-Плате, Мендосе, Рио-Гальегос). На июнь 2025 года помимо головного офиса на территории страны действует 713 филиалов, 11 электронных отделений, 3 мобильных филиала, 22 маркетинговых точки и административный офис.
Кроме того BNA имеет 4 филиала за рубежом (Нью-Йорк, Мадрид, Монтевидео и Санта-Крус), представительства в Майами, Сан-Паулу и Асунсьоне, посреднические конторы и центр обслуживания клиентов в Парагвае (Консепсьон, Энкарнасьон, Вильяррика, Вилья-Морра), а также офис-представительство в Пекине.
Пекинское отделение было открыто в 2015 году и символизировало новый этап аргентино-китайских отношений. Здание располагается в деловой зоне столицы, недалеко от Китайского банка развития. Филиал банка открывали аргентинские и китайские официальные лица, а также глава BNA Хуан Игнасио Форлон.

## Список президентов банка

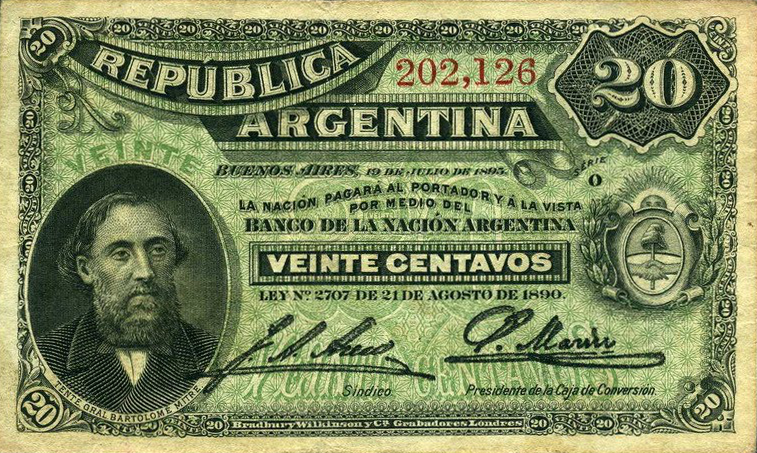
Банкнота в 20 сентаво, выпущенная Банком аргентинской нации в 1895 году

| №  | Имя                           | Период                 |
| -- | ----------------------------- | ---------------------- |
| 1  | Висенте Л. Касарес            | 1891-1892              |
| 2  | Мануэль Агирре                | 1892-1899              |
| 3  | Мариано Унсуэ                 | 1899-1904              |
| 4  | Рамон Сантамарина             | 1904-1909              |
| 5  | Хосе Леон Окампо              | 1909                   |
| 6  | Мануэль Мария де Ириондо      | 1910-1918              |
| 7  | Хосе де Апельянис             | 1919-1921              |
| 8  | Федерико Альварес де Толедо   | 1921-1924              |
| 9  | Рафаэль Эррера Вегас          | 1924-1925              |
| 10 | Луис Э. Субербюлер            | 1925-1927              |
| 11 | Томас Э. де Эстрада           | 1927-1929              |
| 12 | Карлос Х. Ботто               | 1929-1930              |
| 13 | Энрике Урибуру                | 1930-1931              |
| 14 | Адольфо Касаль                | 1931-1932              |
| 15 | Луис Ламас                    | 1932                   |
| 16 | Хорхе Алехандро Сантамарина   | 1933-1943              |
| 17 | Космэ Массини Эскурра         | 1943-1946              |
| 18 | Алехандро Э. Лелоир           | 1946-1947              |
| 19 | Ильдельфонсо Каванья Мартинес | 1947-1949              |
| 20 | Марио Р. Мартинес Касас       | 1949-1950              |
| 21 | Орландо Сантос                | 1950-1952              |
| 22 | Артуро Р. Пелосо              | 1952-1955              |
| 23 | Роберто Массаканэ             | 1955                   |
| 24 | Родольфо С. Мартинес          | 1955-1956              |
| 25 | Карлос А. Коль Бенегас        | 1956-1958              |
| 26 | Марио Р. Мартинес Касас       | 1958-1959              |
| 27 | Хорхе А. Робироса             | 1959-1961              |
| 28 | Хосе Масар Барнетт            | 1961-1962              |
| 29 | Хулиан Ф. Фреаса              | 1962                   |
| 30 | Луис А. Польедо               | 1962                   |
| 31 | Хосе Муруа                    | 1962-1963              |
| 32 | Лоренсо Х. Аруфэ              | 1963-1966              |
| 33 | Сатурнино Льоренте            | 1966-1969              |
| 34 | Марио Р. Мартинес Касас       | 1969-1970              |
| 35 | Энрике С. Хиларди Новаро      | 1970-1971              |
| 36 | Хорхе Бермудэс Эмпаранса      | 1971-1972              |
| 37 | Марио Р. Носиглиа             | 1972-1973              |
| 38 | Хуан К. Пас                   | 1973-1974              |
| 39 | Роберто А. Арес               | 1974-1976              |
| 40 | Луис М. Кабальеро             | 1976                   |
| 41 | Андрес О. Ковас               | 1976                   |
| 42 | Хуан М. Окампо                | 1976-1981              |
| 43 | Карлос К. Эльблинг            | 1981                   |
| 44 | Николас Э. Руис Гиньясу       | 1981-1983              |
| 45 | Хуан Х. Альфредо Консепсьон   | 1983-1984              |
| 46 | Марио Л. Кенни                | 1984-1987              |
| 47 | Эрнан К. Навейра              | 1987-1989              |
| 48 | Уго С. Сантильи               | 1989-1991              |
| 49 | Альдо А. Дадоне               | 1991-1995              |
| 50 | Роке Маккароне                | 1995-1999              |
| 51 | Кристиан Коломбо              | 1999-2000              |
| 52 | Энрике Оливера                | 2000-2001              |
| 53 | Давид Эспосито                | 2001-2002              |
| 54 | Энрике Оливера                | 2002                   |
| 55 | Орасио Э. Периколи            | 2002-2003              |
| 56 | Фелиса Х. Мисели              | 2003-2005              |
| 57 | Рикардо Х. Лоспиннато         | 2005-2006              |
| 58 | Габриэла Сиганотто            | 2006-2008              |
| 59 | Мерседес Марко дель Понт      | 2008-2010              |
| 60 | Хуан К. Фабрега               | 2010-2013              |
| 61 | Хуан И. Форлон                | 2013-2015              |
| 62 | Карлос Мелконян               | 2015-2017              |
| 63 | Хавьер Гонсалес Фрага         | 2017-2019              |
| 64 | Эдуардо Экер                  | 2019-2022              |
| 65 | Сильвина Батакис              | 2022-2023              |
| 66 | Даниэль Тильяр                | 2023 - настоящее время |